# Amicale Solvay
Pour les articles homonymes, voir Solvay.
L'Amicale Solvay située à Couillet, section de la ville belge de Charleroi, est un important bâtiment en briques à toiture plate construit en 1937-1939 par l'architecte Eléazar Cozac (1893-1977) qui abrite, entre autres, une piscine, une salle de spectacles, un restaurant.
Ce bâtiment fut réalisé en deux exemplaires, parfaitement identiques. Le second se situe à Jemeppe-sur-Sambre.

## Architecture
La façade est creusée en son centre d'un large demi-cercle abritant le hall et la cage d'escalier monumentale éclairés par une verrière circulaire. De part et d'autre se trouve une étroite verrière conférant verticalité et légèreté à la façade. Les autres faces sont percées de hautes fenêtres à châssis métalliques.
Une médaille représentant ce monument a été frappée[réf. nécessaire].